# Myrmarachne roeweri
Myrmarachne roeweri är en spindelart som beskrevs av Eduard Reimoser 1934. Myrmarachne roeweri ingår i släktet Myrmarachne och familjen hoppspindlar. Inga underarter finns listade i Catalogue of Life.